# Deens handbalteam junioren (vrouwen)
Het Deens handbalteam junioren is het nationale onder-19 en onder-20 handbalteam van Denemarken. Het team vertegenwoordigt het Dansk Håndbold Forbund in internationale handbalwedstrijden voor vrouwen.

## Resultaten

### Wereldkampioenschap handbal onder 20
| Wereldkampioenschap handbal onder 20 | Wereldkampioenschap handbal onder 20 | Wereldkampioenschap handbal onder 20 | Wereldkampioenschap handbal onder 20 | Wereldkampioenschap handbal onder 20 | Wereldkampioenschap handbal onder 20 | Wereldkampioenschap handbal onder 20 | Wereldkampioenschap handbal onder 20 | Wereldkampioenschap handbal onder 20 |
| Jaar                                 | Resultaat                            | Wed                                  | W                                    | G                                    | V                                    | DV                                   | DT                                   | DS                                   |
| ------------------------------------ | ------------------------------------ | ------------------------------------ | ------------------------------------ | ------------------------------------ | ------------------------------------ | ------------------------------------ | ------------------------------------ | ------------------------------------ |
| 1977                                 | 10de                                 | 5                                    | 1                                    | 1                                    | 3                                    | 61                                   | 65                                   | -4                                   |
| 1979                                 | 5de                                  | 7                                    | 3                                    | 0                                    | 4                                    | 117                                  | 97                                   | +20                                  |
| 1981                                 | 5de                                  | 7                                    | 3                                    | 0                                    | 4                                    | 125                                  | 136                                  | -11                                  |
| 1983                                 | 10de                                 | 6                                    | 4                                    | 0                                    | 2                                    | 117                                  | 112                                  | +5                                   |
| 1985                                 | 11de                                 | 9                                    | 2                                    | 1                                    | 6                                    | 161                                  | 178                                  | -17                                  |
| 1987                                 | 2de                                  | 6                                    | 4                                    | 0                                    | 2                                    | 112                                  | 106                                  | +6                                   |
| 1989                                 | 7de                                  | 7                                    | 4                                    | 0                                    | 3                                    | 168                                  | 142                                  | +26                                  |
| 1991                                 | 3de                                  | 7                                    | 6                                    | 0                                    | 1                                    | 175                                  | 139                                  | +36                                  |
| 1993                                 | 4de                                  | 7                                    | 4                                    | 0                                    | 3                                    | 170                                  | 153                                  | +17                                  |
| 1995                                 | 2de                                  | 8                                    | 7                                    | 0                                    | 1                                    | 210                                  | 166                                  | +44                                  |
| 1997                                 | 1ste                                 | 8                                    | 8                                    | 0                                    | 0                                    | 212                                  | 151                                  | +61                                  |
| 1999                                 | 3de                                  | 9                                    | 6                                    | 0                                    | 3                                    | 223                                  | 193                                  | +30                                  |
| 2001                                 | 7de                                  | 8                                    | 4                                    | 0                                    | 4                                    | 202                                  | 203                                  | -1                                   |
| 2003                                 | 7de                                  | 8                                    | 3                                    | 1                                    | 5                                    | 203                                  | 207                                  | -4                                   |
| 2005                                 | 5de                                  | 8                                    | 5                                    | 0                                    | 3                                    | 221                                  | 198                                  | +23                                  |
| 2008                                 | 2de                                  | 9                                    | 7                                    | 1                                    | 1                                    | 272                                  | 228                                  | +44                                  |
| 2010                                 | Niet deelgenomen aan kwalificatie    | Niet deelgenomen aan kwalificatie    | Niet deelgenomen aan kwalificatie    | Niet deelgenomen aan kwalificatie    | Niet deelgenomen aan kwalificatie    | Niet deelgenomen aan kwalificatie    | Niet deelgenomen aan kwalificatie    | Niet deelgenomen aan kwalificatie    |
| 2012                                 | 9de                                  | 8                                    | 5                                    | 0                                    | 3                                    | 207                                  | 172                                  | +35                                  |
| 2014                                 | 3de                                  | 9                                    | 4                                    | 0                                    | 5                                    | 228                                  | 262                                  | -34                                  |
| 2016                                 | 1ste                                 | 9                                    | 9                                    | 0                                    | 0                                    | 268                                  | 190                                  | +78                                  |
| Totaal                               | 19/20                                | 145                                  | 89                                   | 4                                    | 53                                   | 3.452                                | 3.098                                | +354                                 |

 Kampioenen   Runners-up   Derde plaats   Vierde plaats

### Europese kampioenschappen onder 19
| Europees kampioenschap handbal onder 19 | Europees kampioenschap handbal onder 19 | Europees kampioenschap handbal onder 19 | Europees kampioenschap handbal onder 19 | Europees kampioenschap handbal onder 19 | Europees kampioenschap handbal onder 19 | Europees kampioenschap handbal onder 19 | Europees kampioenschap handbal onder 19 | Europees kampioenschap handbal onder 19 |
| Jaar                                    | Resultaat                               | Wed                                     | W                                       | G                                       | V                                       | DV                                      | DT                                      | DS                                      |
| --------------------------------------- | --------------------------------------- | --------------------------------------- | --------------------------------------- | --------------------------------------- | --------------------------------------- | --------------------------------------- | --------------------------------------- | --------------------------------------- |
| 1996                                    | 1ste                                    | 7                                       | 5                                       | 1                                       | 1                                       | 163                                     | 140                                     | +23                                     |
| 1998                                    | Niet gekwalificeerd                     | Niet gekwalificeerd                     | Niet gekwalificeerd                     | Niet gekwalificeerd                     | Niet gekwalificeerd                     | Niet gekwalificeerd                     | Niet gekwalificeerd                     | Niet gekwalificeerd                     |
| 2000                                    | 10de                                    | 6                                       | 1                                       | 0                                       | 5                                       | 141                                     | 162                                     | -21                                     |
| 2002                                    | Niet gekwalificeerd                     | Niet gekwalificeerd                     | Niet gekwalificeerd                     | Niet gekwalificeerd                     | Niet gekwalificeerd                     | Niet gekwalificeerd                     | Niet gekwalificeerd                     | Niet gekwalificeerd                     |
| 2004                                    | 9de                                     | 7                                       | 3                                       | 1                                       | 3                                       | 189                                     | 192                                     | -3                                      |
| 2007                                    | 1ste                                    | 7                                       | 7                                       | 0                                       | 0                                       | 221                                     | 144                                     | +77                                     |
| 2009                                    | 13de                                    | 7                                       | 3                                       | 0                                       | 4                                       | 193                                     | 186                                     | +7                                      |
| 2011                                    | 1ste                                    | 7                                       | 7                                       | 0                                       | 0                                       | 207                                     | 165                                     | +42                                     |
| 2013                                    | 3de                                     | 7                                       | 5                                       | 0                                       | 2                                       | 187                                     | 153                                     | +34                                     |
| 2015                                    | 1ste                                    |                                         |                                         |                                         |                                         |                                         |                                         |                                         |
| 2017                                    | 3de                                     |                                         |                                         |                                         |                                         |                                         |                                         |                                         |
| 2019                                    | 6de                                     |                                         |                                         |                                         |                                         |                                         |                                         |                                         |
| 2021                                    | 6de                                     |                                         |                                         |                                         |                                         |                                         |                                         |                                         |
| Totaal                                  | 11/13                                   |                                         |                                         |                                         |                                         |                                         |                                         |                                         |

 Kampioenen   Runners-up   Derde plaats   Vierde plaats